# The Reptile Database
The Reptile Database é um banco de dados online que tem como objetivo reunir informações sobre todas as espécies viventes de répteis do mundo. Foi criado pelo alemão Peter Uetz em 1995, enquanto se graduava em biologia. Inicialmente foi hospedado dos servidores do European Molecular Biology Laboratory, porém após a saída dos envolvidos no projeto em 2006 e falta de financiamento, o banco de dados foi desvinculado da fundação, passando por outras duas até 2010, devido à falta de suporte, o grupo decidiu hospedá-lo por conta própria. Atualmente, o site detêm informações taxonômicas sobre todas as espécies viventes, além de outros tipos de informações, como ecologia, descrição e distribuição geográfica, na maior parte delas. Seus dados são atualizados a cada três meses, e em julho de 2018, contava com registro de 10 793 espécies.